# Саспенс Філмс
«Саспенс Філмс» (англ. Suspense Films) — у минулому українська кінокомпанія, що спесіалізувалася на виробництві повнометражних та короткометражних художніх фільмів заснована 2011 року. Останній фільм компанії, Тіні незабутих предків, вийшов у 2013 році.

## Історія
Кінокомпанія Suspense Films стала логічним продовженням творчого союзу сценариста і режисера — Любомира Левицького та продюсера і pr-технолога — Андрекса Селіванова. З 2004 року, не маючи юридичного статусу, вони створювали нашумівші на всю Україну політ-блокбастери та інші нестандартні відео проекти. Довга робота в кліпмейкерстві, а також професійне освоєння сценарної майстерності та режисури трансформувало їхнє творче об'єднання в справжню кінокомпанію, яка була створена і зареєстрована 2011 року й дістала назву "Suspense Films".

## Фільми
- Штольня (2006) - горор
- Тіні незабутих предків (2013) - Містичний горор

### Скасовані
- Жанровий кримінальний детектив "Смеш"
- Динамічний пригодницький бойовик "100 dollars"
- Молодіжна комедія-хоррор "Лісопильня"
- Серіал про паранормальні явища "Невидимий Світ"